# Francis Brambell
Francis William Rogers Brambell (* 25. Februar 1901 in Dublin; † 6. Juni 1970 in Bangor) war ein irischer Zoologe.
Brambell studierte am Trinity College in Dublin mit dem Bachelor 1922 (B.A.) und 1923 (B.Sc.) und wurde dort in Zytologie 1924 promoviert mit einer Arbeit über den Golgi-Apparat. Danach ging er an das University College London, wo er mit Alan Parkes über den Effekt von Röntgenstrahlen auf die Reproduktionsorgane von Tieren und die Embryologie des Reproduktionssystems der Maus forschte. 1927 erhielt er einen D.Sc. und wurde Lecturer in Zoologie am King’s College London. Im selben Jahr heiratete er Margaret Lilian, mit der er einen Sohn und eine Tochter hatte. 1930 wurde er Professor für Zoologie am University College of North Wales in Bangor. Dort richtete er eine Station für Meeresbiologie bei Menai Bridge ein und eine Forschungseinheit über Embryologie, die er von 1952 bis 1968 leitete. Das Zoologie-Gebäude, an dessen Entwurf er beteiligt war, ist dort nach ihm benannt (Brambell Building). Von 1939 bis 1943 war er Dekan der Faculty of Science und von 1948 bis 1950 und von 1956 bis 1958 Vice Principal.
Er forschte vor allem über verschiedene Aspekte der Fortpflanzung von Säugetieren (Östrogenzyklus, Sterblichkeit vor der Geburt, Eigelb-Bildung, Geschlechtsbestimmung und Intersexualität u. a.). Bekannt ist er für seine Untersuchung über die Übertragung von passiver Immunität von Mutter aufs Kind, nachdem er nachgewiesen hatte, dass Proteine die Plazenta passieren können. Später zeigte er auch, dass Antikörper übertragen werden können.
1949 wurde er Fellow der Royal Society, deren Royal Medal er 1964 erhielt. 1966 wurde er CBE.
1965 stand er einer Kommission vor, die sich für den Tierschutz in der landwirtschaftlichen Massentierhaltung aussprach (siehe Fünf Freiheiten (Tierwohl)).